# أندريه لونجو
أندريه لونجو (بالإيطالية: Andrej Longo)‏ هو كاتب وكاتب سيناريو ومخرج إيطالي، ولد في 1959 في إسكيا في إيطاليا.

## وصلات خارجية
- أندريه لونجو على موقع IMDb (الإنجليزية)
- أندريه لونجو على موقع أول موفي (الإنجليزية)